# Down in the Dumps
Down in the Dumps (Au fond des décharges) est un jeu d'aventure en pointer-cliquer sorti en 1996, développé par Haiku Studios et édité par Philips Media.

## Synopsis
Le jeu raconte l'histoire des Blub, une famille extraterrestre (le père et la mère Blub, leur fils et leur fille, les grands parents et Stinkie, animal de compagnie qui est une sorte de chien jaune à trompe) qui part en vacances dans l'espace.
Cette brave famille, après avoir été victime d'un carambolage de vaisseaux spatiaux avec le pirate de l'espace Khan et sa bande, se retrouve échouée dans une décharge de la planète Terre aux abords de New York.
Après avoir survécu au crash, la famille s'apprête à vivre dans la décharge en se servant des ordures environnantes, tout en essayant de réparer leur vaisseau endommagé pour retourner chez eux.
La mission du joueur est donnée par le grand-père Blub, à la fois inventeur et spécialiste en vaisseaux, et consiste à chercher les pièces perdues nécessaires à la reconstruction du vaisseau.
Au même moment, Khan, dont le vaisseau s'est aussi crashé dans la décharge après la poursuite, envoie ses sbires nuire aux efforts des Blubs.

## Personnages
- Le fils Blub: arborant mèches teintes et baskets, c'est un gosse intrépide mais cool, du type Bart Simpson. C'est le personnage que l'on joue

## Style
Le jeu est découpé en cinq parties appelées « toons », toutes se déroulant dans la décharge - excepté la cinquième qui se passe dans l'espace - mettant en scène un ou deux membres de la famille Blub comme personnages jouables.
Chacune des cinq parties a son propre titre, avec son propre thème visuel, bien que tout reste dans un style cartoon:
- The Blub, the Rat and the Bad Guy: Le fils Blub, critiqué par sa famille pour ne pas se montrer très coopératif, est envoyé chercher des morceaux perdus du vaisseau. S'en allant avec Stinkie, il trouve un morceau... mais il se retrouvera aux pattes d'un rat puis d'un des sbires de Khan.
- The Hypnotic Machine: Spike, l'un des sbires de Khan, a mis au point une machine à hypnotiser. Pour s'amuser, il décide de la tester sur Papa Blub, qui devient complètement léthargique, et le rayon se répercute sur Grand-Mère Blub, qui devient folle et enragée, semant la pagaille dans la maison. Maman Blub décide de tirer les choses au clair.
- The Abominable Robin Blub: C'est Noël. Le Père Noël, ivre, a fait tomber les cadeaux destinés aux Blubs quelque part d'autre. Papa Blub part les chercher, et arrive dans une société de grenouilles qui revivent l'univers de Robin des Bois. Papa Blub devra devenir Robin Blub, trouver le Roi Richard et renverser le Prince Jean.
- "The Bum": La fille Blub et le fils Blub découvrent un clochard humain, et se rendent compte que sa boucle d'oreille est un morceau du vaisseau. Ils décident de coopérer pour le ramener, et se retrouveront sur la tête de l'homme qui est une vraie société de poux.
- "The End": Les Blub ont réparé leur vaisseau et peuvent finalement rentrer chez eux. Malheureusement, des complications arrivent: le vaisseau est gravement abîmé par endroits et les Blub doivent se relayer pour empêcher la catastrophe.

Le joueur a à résoudre différentes énigmes à l'aide d'une interface pointer-cliquer. Des cinématiques permettent parfois de passer d'un plan à un autre et ainsi traverser de larges portions de terrain, sans oublier les cinématiques d'introduction et de conclusion de chaque "toon".